# グエル公園
グエル公園（グエルこうえん、カタルーニャ語：Parc Güell, 英語：Park Guell）は、スペインのバルセロナにある公園で、バルセロナの街が一望できる。1984年にユネスコの世界遺産に登録された。アントニ・ガウディの作品群の1つである。

## 概要
- 施主のエウゼビ・グエイ伯爵（スペイン語読みではグエルとなる）とアントニ・ガウディの夢が作り上げた分譲住宅で、1900年から1914年の間に建造された。彼らが最も傾注していた芸術はリヒャルト・ワーグナーの「楽劇」で、ガウディは同じ芸術センスを持つグエル伯爵の下で、自然と調和を目指した総合芸術を作り上げようとした。この頃、バルセロナでは工業化が急速に進んでおり、それに対してガウディとグエルはこの場所に、人々が自然と芸術に囲まれて暮らせる、新しい住宅地を作ろうとした。しかし、ふたりの進みすぎた発想と自然の中で暮らす価値観は、当時理解されなかった。結局、広場、道路などのインフラが作られ60軒が計画されていたが、買い手がつかず、結局売れたのは2軒で、買い手はガウディ本人とグエイ伯爵だけであったという。グエイ伯爵の没後に工事は中断し、市の公園として寄付される。現在はガウディが一時住んだこともある家が、ガウディ記念館として公開されている。中にはガウディがデザインした家具なども集められて展示されている。
- グエル公園の入口に建つ門衛の小屋と東屋をみてサルバドール・ダリは「砂糖をまぶしたタルト菓子のようだ」と評した。「ギリシア劇場」と名付けられているテラス[1]、大階段に鎮座する人気のトカゲ、敷地中央にあるホール天井の円形モザイク装飾等、粉砕タイルを使用してのデザインはガウディの助手ジュゼップ・マリア・ジュジョールの貢献が大きい。

## 登録経緯
1984年に「バルセロナのグエル公園、グエル邸、カサ・ミラ」の名称で登録された。2005年の追加登録の際に「アントニ・ガウディの作品群」に登録名が改められている。

## 登録基準
この世界遺産は世界遺産登録基準のうち、以下の条件を満たし、登録された（以下の基準は世界遺産センター公表の登録基準からの翻訳、引用である）。
- (1) 人類の創造的才能を表現する傑作。
- (2) ある期間を通じてまたはある文化圏において、建築、技術、記念碑的芸術、都市計画、景観デザインの発展に関し、人類の価値の重要な交流を示すもの。
- (4) 人類の歴史上重要な時代を例証する建築様式、建築物群、技術の集積または景観の優れた例。

## ギャラリー

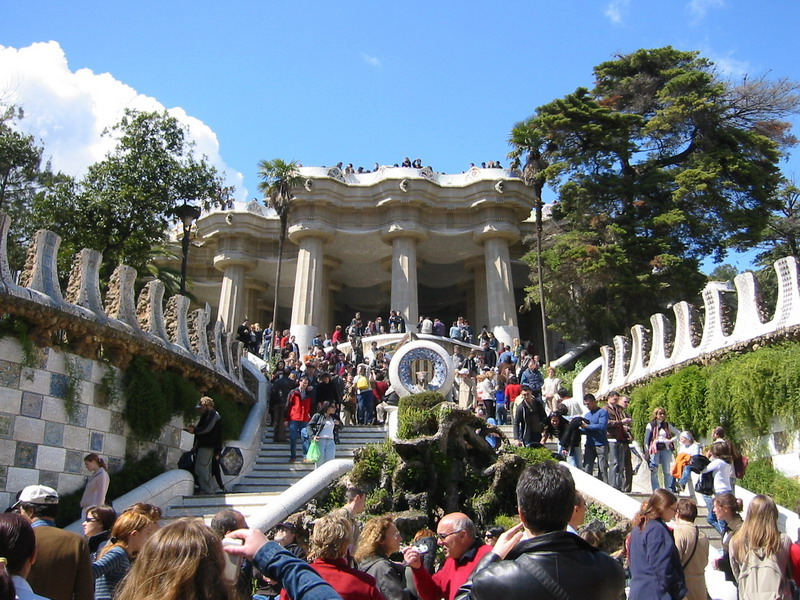
公園の入り口1
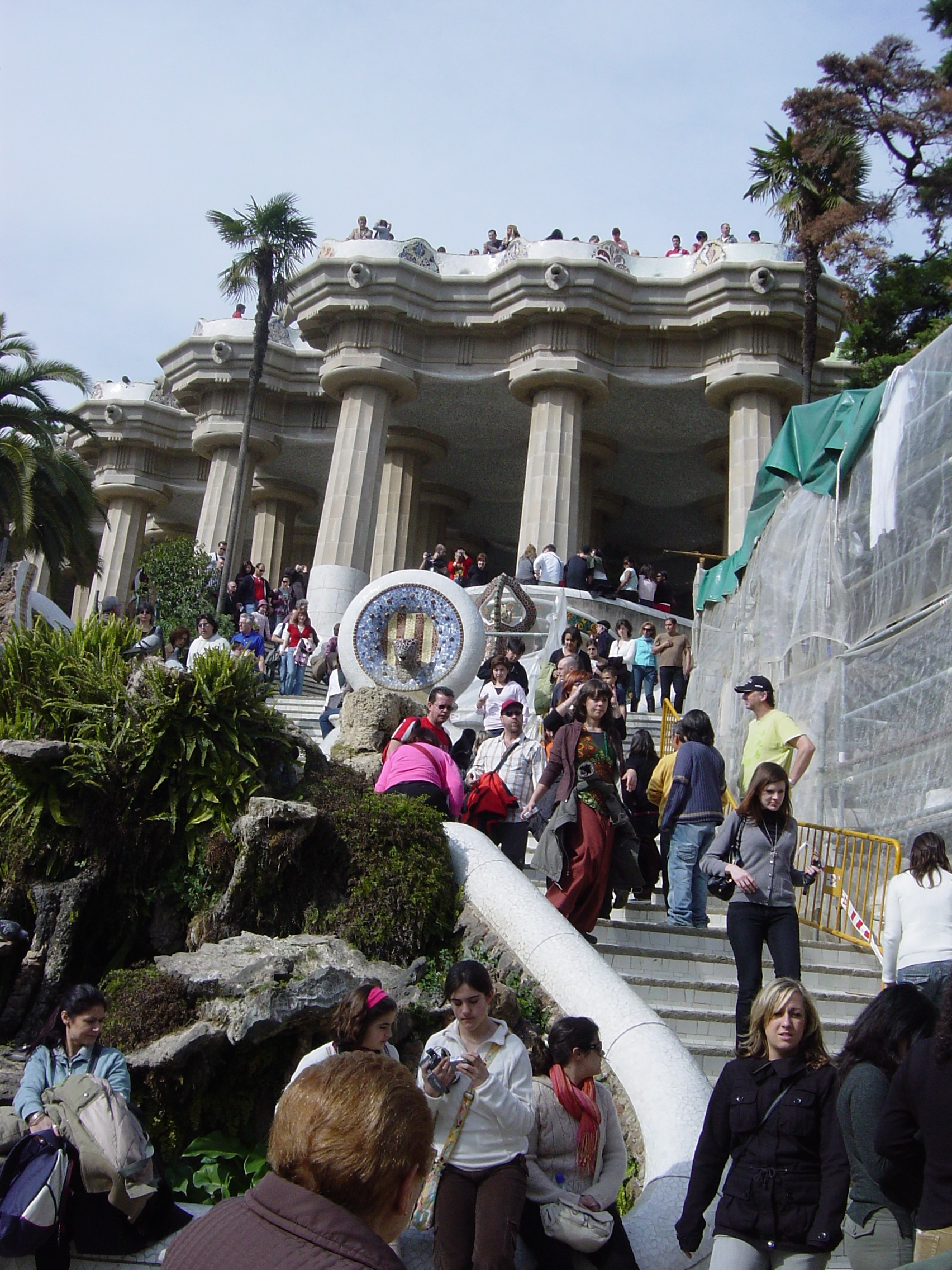
公園の入り口2
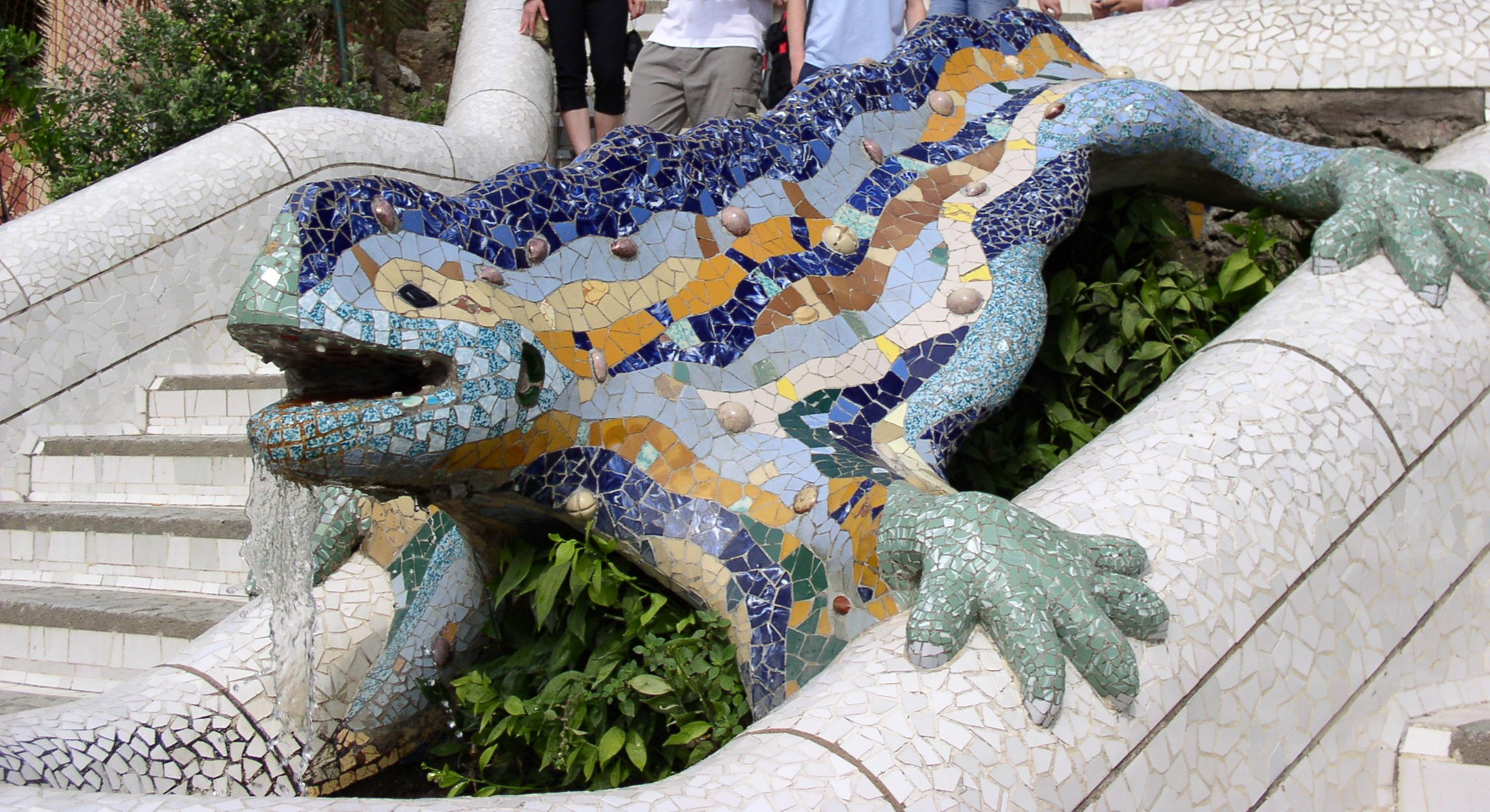
トカゲの噴水
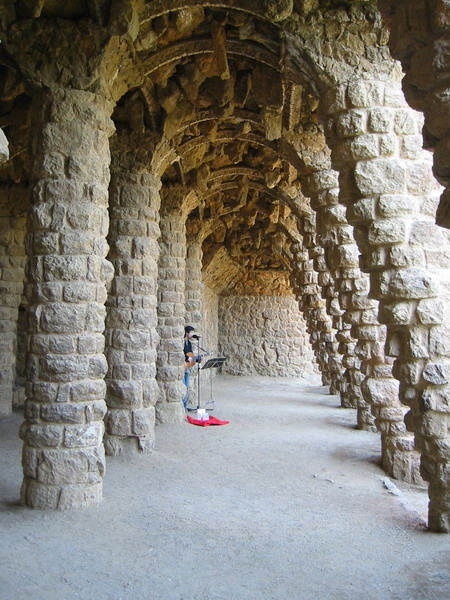
回廊1
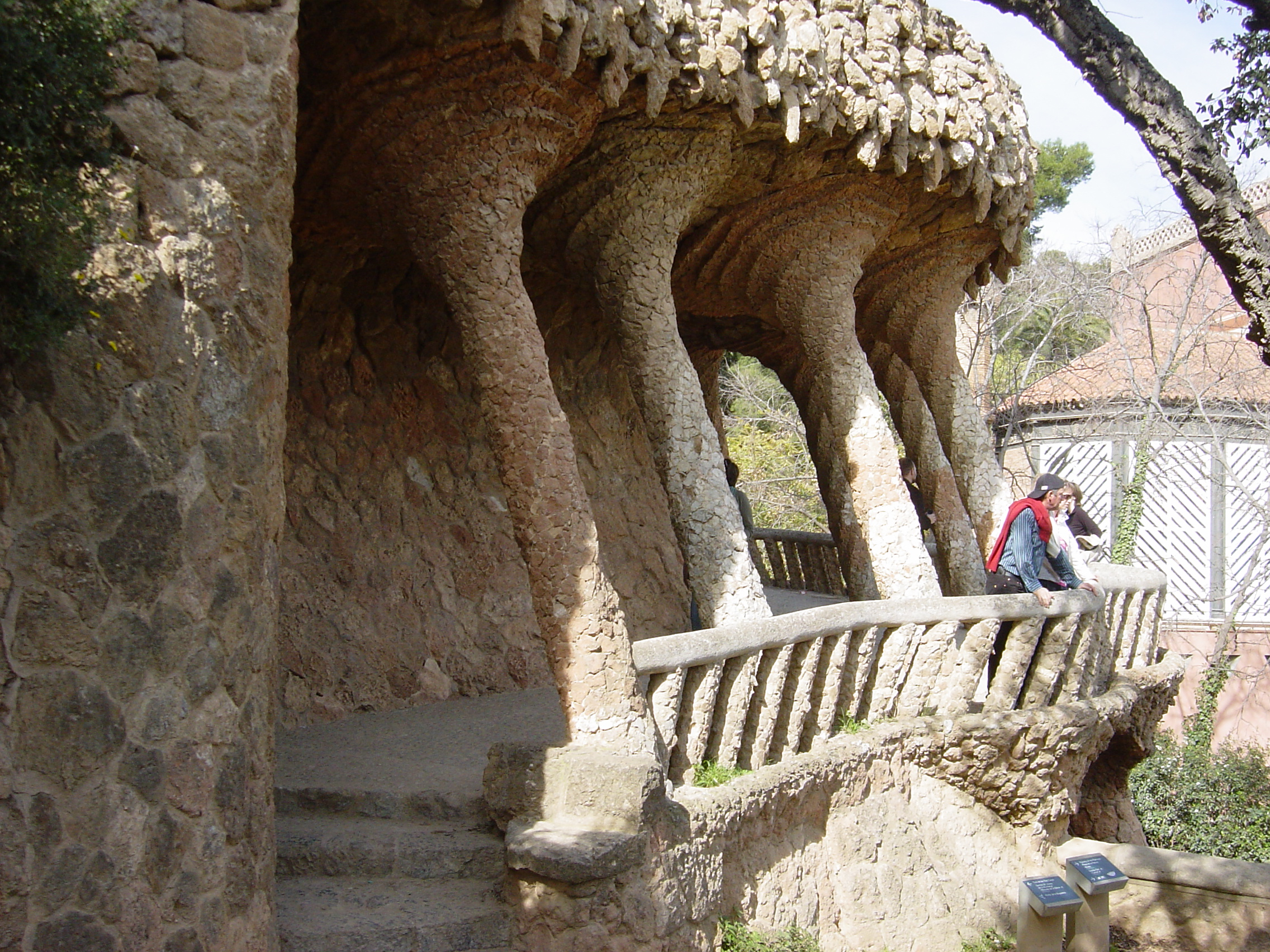
回廊2
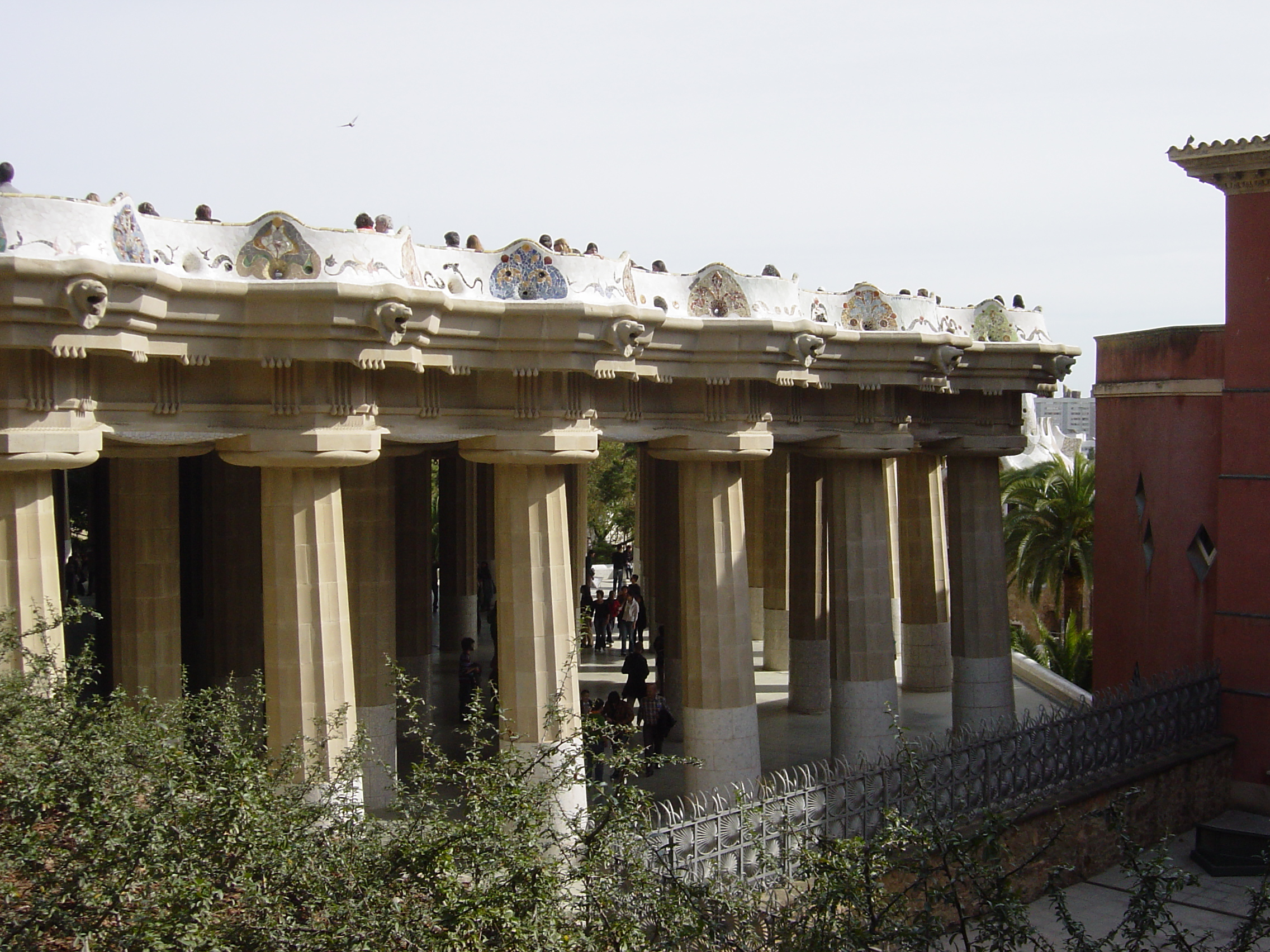
グエル公園
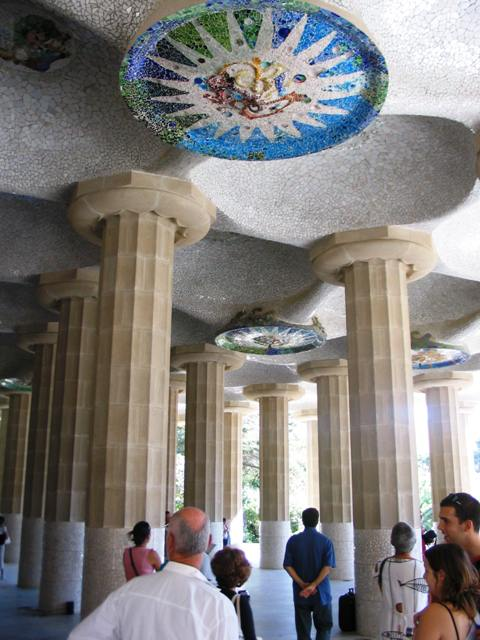
天井のモザイク
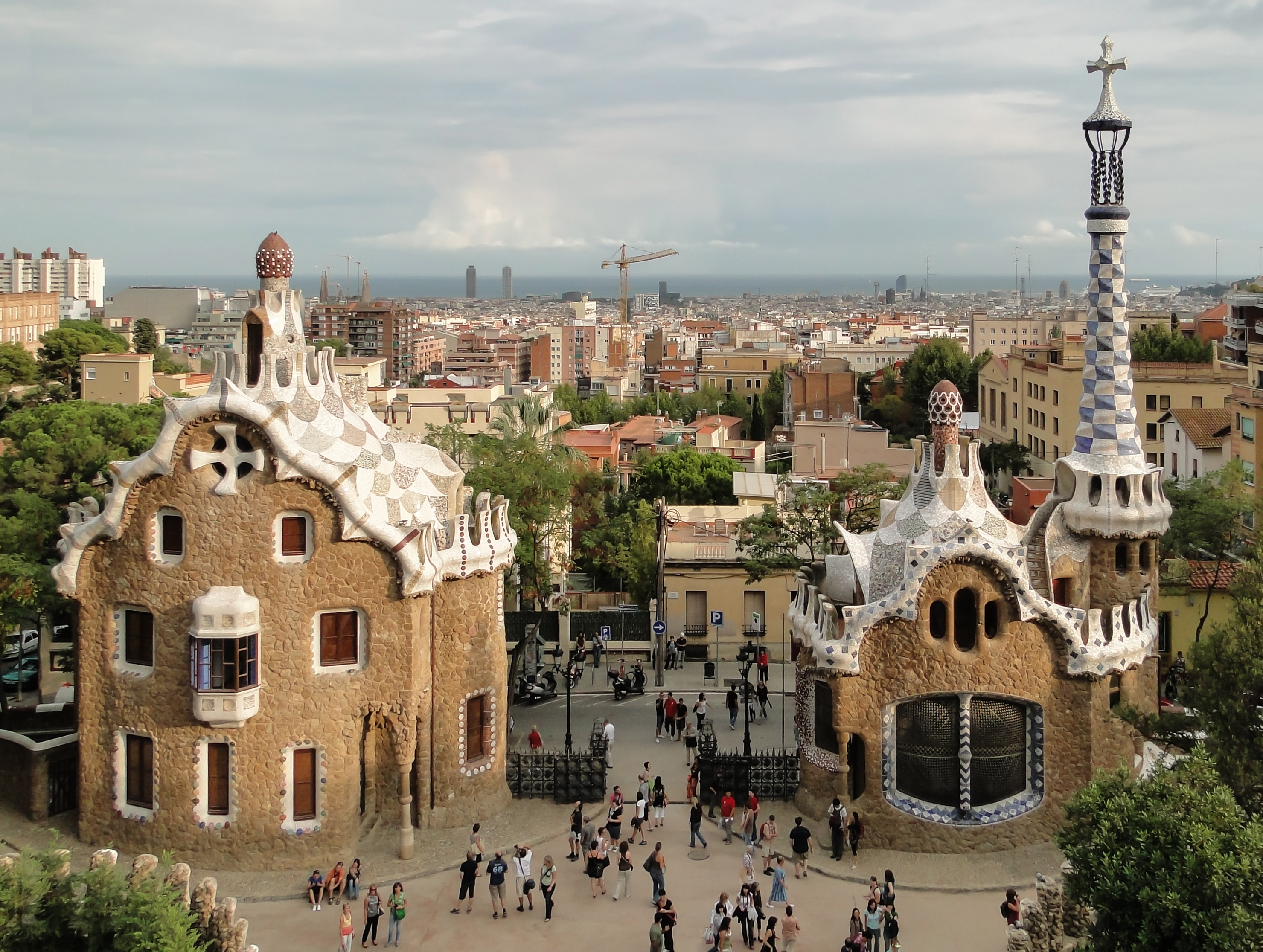
入口から市街を望む
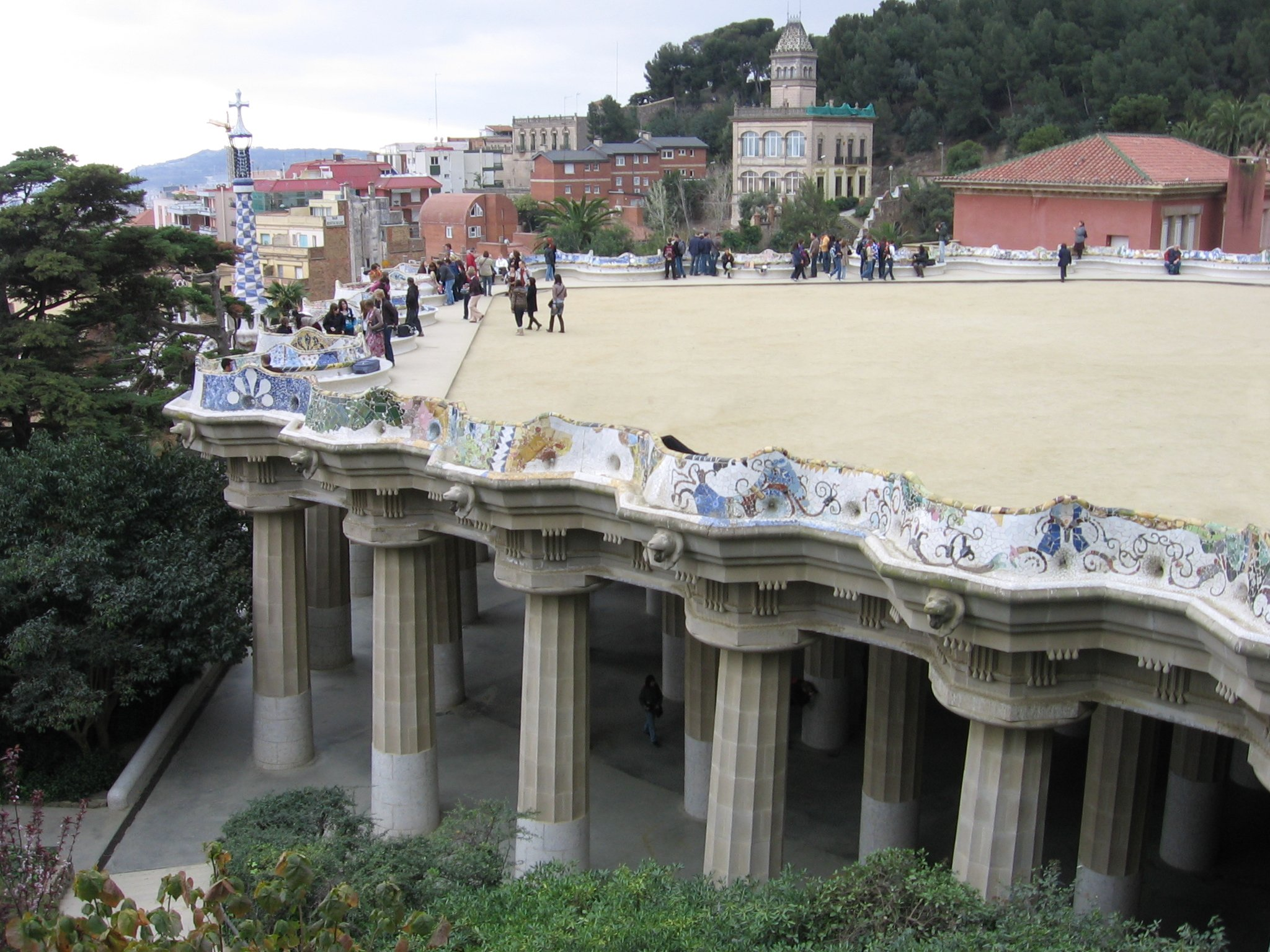
テラス